# ミクロネシア連邦関係記事の一覧
ミクロネシア連邦関係記事の一覧（ミクロネシアれんぽうかんけいきじのいちらん）は、ミクロネシア連邦に関する記事の一覧。
- ミクロネシア連邦の人物についてはミクロネシア連邦人の一覧を参照

## あ行
- アイランドホッピング
- イーウィニャ - イーウィニャ (台風の名前) の由来となった嵐の神
- イーウィニャ (台風の名前) - 台風のアジア名（国際名）の1つ
- イファリク環礁
- インドネシア - 周辺国。民族ならび歴史的な接点を持つ
- ウォレアイ語
- ウリシ語
- ウルシー環礁
- エアウリピク環礁
- オーストロネシア語族
- 小笠原方言 - 言語において歴史的な接点が存在する
- オセアニア

## か行
- 華人
- カピンガマランギ環礁
- カピンガマランギ語
- カロリン諸島 - 地理的な名称
- カロリン人
- キリスト教
- キャッサバ - 生産物
- 巨石記念物
- クオープ環礁
- グチョル - 台風のアジア名（国際名）の1つ
- ココナッツ - 生産物
- 国際通貨基金 - 同連邦が加盟している
- コスラエ語
- コスラエ国際空港

## さ行
- 在ミクロネシア連邦日本国大使館
- サタワル語
- サッカーポンペイ代表
- サッカーミクロネシア連邦代表
- サッカーヤップ代表
- サプゥアフィク民間飛行場
- ジープ島
- 自由連合 (国家間関係)
- 自由連合盟約
- 信託統治#太平洋諸島
- シンラコウ - 台風のアジア名（国際名）の1つ
- スペイン領東インド
- 世界遺産条約締約国の一覧
- 石貨 (ヤップ島)
- ソーリック - 台風のアジア名（国際名）の1つ
- ソウデロア - 台風のアジア名（国際名）の1つ
- ソロール環礁
- ソンソロール語

## た行
- 太平洋
- 太平洋共同体
- 大洋州諸語
- 太平洋諸島信託統治領 - 過去に存在していた国際連合の信託統治領
- 太平洋諸島フォーラム
- チャモロ人
- チューク語
- チューク国際空港
- チューク諸島
- 駐日ミクロネシア連邦大使館
- ドイツ領ニューギニア

## な行
- 南洋諸島
  - 南洋庁
- ナンマトル
- 日系ミクロネシア連邦人
- ニパルタック - 台風のアジア名（国際名）の1つ
- 日本灯台 (チューク州)
- ヌガティク語
- ヌクオロ語
- 熱帯雨林気候
- ノモイ諸島

## は行
- パキン環礁
- パプアニューギニア - 隣国。南ないし南西に位置する
- パラオ - 隣国。西に位置する
- パリキール - 首都
- ファイス島
- ファラウレップ環礁
- フィートウ - 台風のアジア名（国際名）の1つ
- フィリピン - 周辺国。民族ならび歴史的な接点を持つ
  - フィリピン人
- プルワット環礁
- プンナップ島
- ポリネシア
- ポンペイ語
- ポンペイ国際空港
- ポンペイ島

## ま行
- マーシャル諸島 - 隣接地域かつ隣国としての扱いとなっており、東に位置する
- マウ・ピアイルック
- マリアナ諸島
- マレー・ポリネシア語派
- マングローブ - 自生植物の一つ
- ミートク - 台風のアジア名（国際名）の1つ
- ミクロネシア
- ミクロネシアゲームズ（英語版）
- ミクロネシア諸語
- ミクロネシア大使館
- ミクロネシアの愛国者 - 同連邦の国歌
- ミクロネシア連邦サッカー協会（英語版）
- ミクロネシア連邦体育協会（英語版）
- ミクロネシア連邦のアメリカ合衆国国家歴史登録財
- ミクロネシア連邦の行政区画
- ミクロネシア連邦の空港の一覧
- ミクロネシア連邦の交通
- ミクロネシア連邦の国章
- ミクロネシア連邦の国旗
- ミクロネシア連邦の在外公館の一覧
- ミクロネシア連邦の島の一覧
- ミクロネシア連邦の大統領
- ムーン (台風の名前)
- モアキロア環礁

## や行
- ヤップ語
- ヤップ国際空港
- ヤップ島

## ら行
- ライ (台風の名前)
- 臨時南洋群島防備隊
- レラ遺跡
- ロサップ環礁

## 記号・英数字

### 記号
- .fm
- ISO 3166-2:FM

### 数字
- 2012年ロンドンオリンピックのミクロネシア連邦選手団
- 2016年リオデジャネイロオリンピックのミクロネシア連邦選手団

### A-Z
- SUPERBIRD